# Pierre Everaert
Pierre Etienne Joseph Everaert (* 21. Dezember 1933 in Quaëdypre; † 26. Mai 1989 in Lille) war ein französischer Radrennfahrer.

## Sportliche Laufbahn
Everaert war im Straßenradsport aktiv. 1954 startete er als Unabhängiger. Von 1955 bis 1966 war er Berufsfahrer und einige Jahre Domestik von Jacques Anquetil. Sein bedeutendster Erfolg war der Sieg bei Paris–Brüssel (heutiger Name Brussels Cycling Classic) 1960 vor André Darrigade. Bei Lüttich–Bastogne–Lüttich 1960 wurde er hinter Ab Geldermans Zweiter. 1960 siegte er im Eintagesrennen Circuit Dunkerque, 1965 bei Paris–Camembert. Everaert gewann Etappen in der Tour de Normandie 1957, 1958 und 1959 in der Tour de l’Ouest, 1959 bei Paris–Nizza, 1960 im Rennen Euskal Bizikleta und in der Deutschland-Rundfahrt, 1963 in der Vuelta a Levante und im Critérium du Dauphiné. Bei den Quatre Jours de Dunkerque wurde er 1957 und 1965 Zweiter. Im La Flèche Wallonne 1958 kam er auf den dritten Rang.
Everaert bestritt alle Grand Tours.

## Grand-Tour-Platzierungen
| Grand Tour            | 1958 | 1959 | 1960 | 1961 | 1962 | 1963 | 1964 | 1965 | 1966 |
| --------------------- | ---- | ---- | ---- | ---- | ---- | ---- | ---- | ---- | ---- |
| Vuelta a EspañaVuelta | –    | 4    | –    | –    | –    | –    | –    | –    | –    |
| Giro d’ItaliaGiro     | 55   | –    | –    | –    | –    | –    | 36   | –    | 68   |
| Tour de FranceTour    | –    | DNF  | 32   | 68   | 56   | –63  | –63  | DNF  | DNF  |

Familiäres